# Форд Мотър Къмпани
Форд Мотър Къмпани (Ford Motor Company) е щатска мултинационална корпорация, автомобилен производител, основана от Хенри Форд на 16 юни 1903 г., със седалище в Диърборн (предградие на Детройт), щата Мичиган.
Компанията произвежда известните марки на „Форд“ – „Линкълн“ и „Мъркюри“ (Мъркюри се произвежда до 2010 г.), а също така притежава малък дял в японската „Мазда“. „Форд“ е бивш притежател на „Волво“ (собственост на китайската Zhejiang Geely Holding Group Co.) и на известни британски марки – „Ягуар“ и „Ленд Роувър“, които са продадени на индийската Tata Motors през март 2008 г. и „Астън Мартин“ през 2006 г.
Европейското поделение на Ford се нарича Ford of Europe и е основано през 1967 г. със сливането на германския клон на Форд и Бритиш Форд. През февруари 2002 г. Ford спира производството на автомобили в Обединеното кралство за първи път от 90 години, с изключение на професионалния ван Форд Транзит, който се произвежда до юли 2013 г. Седалището на Ford of Europe е в Кьолн (Германия); президент и генерален директор е Джим Фарли. Обемът на производството на Ford of Europe за 2010 г. възлиза на 1,57 млн. автомобила.

## Известни модели
- Форд Модел A
- Форд Модел T
- Форд Модел F
- Форд Мустанг
- Форд Ескорт
- Форд Пума (1997 – 2001)
- Форд Ка
- Форд Фокус
- Форд Орион
- Форд Фиеста
- Форд Сиера
- Форд Скорпио
- Форд Мондео
- Форд Таунус
- Форд Гранада
- Форд Капри

## Известни двигатели
- Zetec двигатели